# Jutland du Sud
L'amt du Jutland du Sud était un des amter du Danemark (département).
Situé au nord du land allemand Schleswig-Holstein, cet amt avait été créé en 1970 par l'unification des anciens amter d'Haderslev (allemand : Hadersleben), Tønder (allemand : Tondern), Åbenrå (allemand : Apenrade) et Sønderborg (allemand : Sonderburg).

## Historique
En 1864, à la suite de la guerre des Duchés, le territoire avait été annexé à la Prusse et en tant que tel inclus dans la Confédération de l'Allemagne du Nord puis, à partir de 1871, dans l’Empire allemand.
Le territoire fut rendu au Danemark le 15 juin 1920, après un référendum sans appel. Ce fut le seul transfert de territoire consécutif à la première Guerre mondiale que les nazis ne tentèrent pas d'annuler.
Une petite minorité germanophone habite toujours le Jutland-du-Sud, dans et autour des villes de Tønder et Aabenraa (en allemand : Tondern et Apenrade).